# Tambulig
Tambulig is een gemeente in de Filipijnse provincie Zamboanga del Sur op het eiland Mindanao. Bij de laatste census in 2007 had de gemeente ruim 34 duizend inwoners.

## Geografie

### Bestuurlijke indeling
Tambulig is onderverdeeld in de volgende 28 barangays:
| - Bag-ong Misamis - Bubual - Buton - Culasian - Daplayan - Kalilangan - Kapamanok - Kondum - Lumbayao - Mabuhay - Marcos Village - Miasin - Molansong - Pantad | - Pao - Payag - Poblacion - Pongapong - Sacbulan - Sagasan - San Juan - Senior - Songgoy - Tandubuay - Taniapan - Ticala Island - Tubo-pait - Villakapa |

## Demografie
Tambulig had bij de census van 2007 een inwoneraantal van 34.242 mensen. Dit zijn 2.843 mensen (9,1%) meer dan bij de vorige census van 2000. De gemiddelde jaarlijkse groei komt daarmee uit op 1,20%, hetgeen lager is dan het landelijk jaarlijks gemiddelde over deze periode (2,04%). Vergeleken met de census van 1995 is het aantal mensen met 5.095 (17,5%) toegenomen.

De bevolkingsdichtheid van Tambulig was ten tijde van de laatste census, met 34.242 inwoners op 130,65 km², 262,1 mensen per km².